# Vincencio Juan de Lastanosa

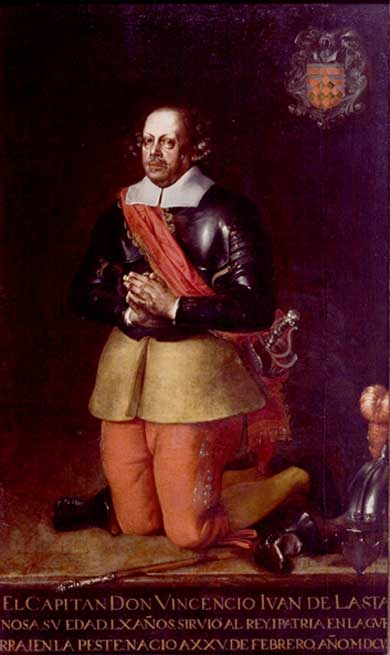
Vincencio Juan de Lastanosa

Vincencio Juan de Lastanosa (* 1607; † 1681) war ein spanischer Gelehrter.
Lastanosa war ein einflussreicher Gelehrter des Ordenskollegiums in Huesca und ein Freund von Baltasar Gracián, dem Verfasser des Werkes Oráculo manual y arte de prudencia (Handorakel und Kunst der Weltklugheit), einer viel zitierten Sammlung von Aphorismen. Lastanosa publizierte die Aphorismen-Sammlung unter dem Pseudonym Lorenco (statt Baltasar) Gracián (siehe Titelblatt der Erstveröffentlichung von 1647).
Ein bekannter Aphorismus Lastanosas lautet: „Dem Gerechten keine Gesetze und dem Weisen keine Ratschläge“ (aus der Vorrede An den Leser der Gracián-Ausgabe von 1653).

## Herausgegebene Werke Graciáns
- Baltasar Gracián:  Oráculo manual y arte de prudencia, 1647, dt.: Handorakel und Kunst der Weltklugheit – dt. Ausg.: Balthasar Gracián, Handorakel..., Ditzingen: Reclam, 1986, ISBN 3-15-002771-3
- El discreto / de Lorenzo Gracián ; que publica Don Vincencio Iuan de Lastanosa. -- Ed. facsímil.

Original: Amberes, en casa de Geronymo y Iuanbapt. Verdussen, 1669.
- El politico D. Fernando el Catholico / de Lorenzo Gracián ; que publica D. Vincencio Iuan de Lastanosa. -- Ed. facsímil. Sección de Historia.

Original: Amberes, en Casa de Geronymo y Iuanbapt. Verdussen, 1669.